# Urria (Asturias)
Urria es una parroquia del concejo asturiano de Teverga, en España, y un lugar de dicha parroquia.
La parroquia, con una extensión de 6,14 km², se sitúa en el noroeste del término municipal, y linda con las de Taja al oeste, la de Villanueva al sur, la de Santianes al oeste y la de Villamayor al norte.
El lugar de Urria es la única entidad de población de la parroquia. Está situado a un altitud de 880 metros y dista 7,3 km de La Plaza, capital del municipio.
Según el padrón municipal de habitantes de 2012, tenían una población empadronada de 30 habitantes.
| 47                                            | 44 | 40 | 34 | 33 | 31 | 30 | 32 | 34 | 34 | 33 | 32 | 30 |
| (Fuente: Padrón municipal de habitantes, INE) |    |    |    |    |    |    |    |    |    |    |    |    |

| Gráfica de evolución demográfica de Urria entre 2000 y 2012   |
|                                                               |
| - Población según padrón municipal de habitantes. Fuente INE. |